# 戸田アレクシ哲
戸田 アレクシ 哲（とだ アレクシ あきら、1979年 - ）は、日本出身の経済学者。専門は数理経済学、マクロ経済学、金融経済学など。2024年よりエモリー大学経済学部教授を務めている。

## 経歴
- 1979年：カナダ・モントリオールにて、フランス系カナダ人の母と日本人の父の間に生まれる
- 1983年頃：日本に移住
- 1995年 - 1998年：東京学芸大学附属高等学校
- 1998年 - 2004年：東京大学 医学部 医学科（B.A. in Medicine）
- 2004年 - 2006年：北見赤十字病院 臨床研修医
- 2006年 - 2010年：NTT東日本関東病院・虎の門病院 麻酔科医（非常勤）
- 2006年 - 2008年：東京大学大学院 経済学研究科 修士課程（M.A. in Economics）
- 2008年 - 2013年：イェール大学 経済学 Ph.D.
- 2013年 - 2024年：カリフォルニア大学サンディエゴ校（UC San Diego）経済学部 講師・准教授

- 2024年 -：エモリー大学 経済学部 教授

## 人物
麻酔科医から経済学者に転身した異色の経歴を持つ。高校時代は数学オリンピックにも出場していたが、どう戦っても勝てないと思うほど優秀な人がいたことや、バブル崩壊後で不景気の時代だったため安定した職に就こうと考え、一旦医師を目指した。医学部で受けた医療経済の講義をきっかけに数理経済学に関心を持つようになった。当初は独学であり、本格的に研究を初めたのはPh.D.からである。東大生時代には「大学への数学」の編集に携わっていた。
テレビ朝日の「あいつ今何してる？」に出演（2019年12月18日放送）。東京学芸大学附属高校史上最高クラスの超天才！“教師が解けない問題を自作”し“数学のオリジナル公式を作成”、口癖が「自明」などのエピソードが紹介された。
2021年に、日本ファイナンス学会の丸淳子賞、GPIF Finance Awardsを受賞。

## 著作
訳書
- Yvonne Sortais,  Rene Sortais『なぜ初等幾何は美しいか: 三角形幾何学 』東京出版 2002年[6]